# Жв
ЖВ, жв – dwuznak cyrylicy używany w języku abazyńskim.

## Zastosowanie
W 1938 roku język abazyński przeszedł na alfabet oparty na cyrylicy, stworzony przez sowieckiego lingwistę G. P. Sierdiuczenko. Dźwiękiem tego dwuznaku jest [ʒʷ], czyli labializowana spółgłoska szczelinowa zadziąsłowa dźwięczna.

## Kodowanie
| Forma     | Wygląd | Części składowe | Części składowe |
| --------- | ------ | --------------- | --------------- |
| majuskuła | ЖВ     | U+0416 Ж        | U+412 з         |
| minuskuła | жв     | U+0436 ж        | U+432 в         |